# Stéphane Franke
Pour les articles homonymes, voir Franke.
Stéphane Franke (né le 12 février 1964 à Versailles et mort le 23 juin 2011 à Potsdam) est un athlète allemand spécialiste des courses de fond.

## Biographie
Il remporte la médaille de bronze du 10 000 mètres lors des Championnats d'Europe 1994 et 1998. Il participe par ailleurs à deux Jeux olympiques consécutifs en 1992 et 1996 et obtient son meilleur résultat en 1996 avec une 9e place en finale du 10 000 m.
Il termine au pied du podium des Championnats du monde de 1993. En 1998, il termine douzième du Marathon de Berlin qu'il a organisé.
Il décède le 23 juin 2011 à l'âge de quarante-sept ans des suites d'un cancer,.

### Palmarès
| Date | Compétition               | Lieu      | Résultat | Épreuve  | Performance    |
| ---- | ------------------------- | --------- | -------- | -------- | -------------- |
| 1993 | Championnats du monde     | Stuttgart | 4e       | 10 000 m | 28 min 10 s 69 |
| 1993 | Finale du Grand Prix IAAF | Londres   | 3e       | 5 000 m  | 13 min 25 s 36 |
| 1994 | Championnats d'Europe     | Helsinki  | 3e       | 10 000 m | 28 min 07 s 95 |
| 1995 | Championnats du monde     | Göteborg  | 7e       | 10 000 m | 27 min 48 s 88 |
| 1998 | Championnats d'Europe     | Budapest  | 3e       | 10 000 m | 27 min 59 s 90 |

### Records
| Épreuve       | Performance    | Lieu     | Date         |
| ------------- | -------------- | -------- | ------------ |
| 5 000 mètres  | 13 min 03 s 76 | Zurich   | 16 août 1995 |
| 10 000 mètres | 27 min 48 s 88 | Göteborg | 8 août 1995  |